# Diogenianos Grammatikos
Diogenianos Grammatikos (auch Diogenian, altgriechisch Διογενειανός, Διογενιανός) war ein antiker griechischer Grammatiker. Er stammte aus Herakleia am Pontus und lebte zur Zeit des römischen Kaisers Hadrian (117–138 n. Chr.).
Er verfasste grammatische und lexikalische Schriften, die nur aus Erwähnungen und Verwendungen bei anderen Autoren überliefert sind. Sein Hauptwerk ist das Allumfassende Wörterbuch (Λέξις παντοδαπή), das alphabetisch geordnet ist und ein Exzerpt des Werkes von Pamphilos von Alexandria und Zopyrion darstellt. Diogenianos hatte das Werk seiner Vorgänger, das 95 Bücher umfasste, auf 5 Bücher zusammengedrängt. Auch das Wörterbuch des Iulius Vestinus wurde von Diogenianos einbezogen. Eine überarbeitete Fassung des Wörterbuchs, die der spätere Lexikograf Hesychios von Alexandria im Proömium seines Wörterbuches gibt, gab Diogenianos unter dem Titel Περιεργοπένητες heraus. Ob die beide Werke tatsächlich identisch waren, ist unklar. Diogenians Wörterbuch wurde bis ins 12. Jahrhundert vielfach verwendet, am häufigsten im Etymologicum magnum.
Abgesehen von seinem Wörterbuch verfasste Diogenianos folgende Schriften:
- eine Anthologie von Epigrammen auf Flüsse, Seen, Quellen, Berge und Klippen (ἐπιγραμμάτων ἀνθολόγιον περὶ ποταμῶν λιμνῶν κρηνῶν ὀρῶν ἀκρωρειῶν)
- eine kurze alphabetische Auflistung von Flüssen (περὶ ποταμῶν κατὰ στοιχεῖον ἐπίτομος ἀναγραφή)
- einen umfassenden Katalog von Städten der gesamten bekannten Welt (συναγωγὴ καὶ πίναξ τῶν ἐν πάσῃ τῇ γῇ πόλεων)